# David Ho
David Da-i Ho (en chino tradicional, 何大一), nacido el 3 de noviembre de 1952 es un taiwanés que vive en Estados Unidos investigador sobre el sida célebre por ser de los primeros en utilizar los inhibidores de peptidasa en el tratamiento de pacientes infectados por el HIV.

## Biografía
Nacido en Taichung (Taiwán), hijo de Paul (un ingeniero) y Sonia Ho, de la provincia de Jiangxi pero emigrada a Taiwán desde la China continental en 1949, David Ho emigró a los doce años a los Estados Unidos con su madre y su hermano pequeño para reunirse con su padre, que ya llevaba nueve años en los EE. UU. por entonces. Su padre quería que los niños aprendieran inglés en los EE. UU. en vez de en Taiwán, incluso aunque hubieran tenido más tiempo de practicar el idioma, ya que Paul quería que sus hijos aprendieran inglés sin el acento taiwanés. Se educó en Los Ángeles y se graduó en física con las notas más altas en el Instituto de Tecnología de California (1974), y más tarde se doctoró en medicina en Harvard, en la División del MIT para las Ciencias de la Salud y la Tecnología (1978). Posteriormente realizó su entrenamiento clínico de medicina interna y enfermedades infecciosas en la Escuela de Medicina de la UCLA (1978-1982) y en el Hospital General de Massachusetts (1982-1985) respectivamente. Fue residente de medicina interna en el Centro Médico Cedars-Sinai de Los Ángeles en 1981, cuando tomó contacto con los primeros casos registrados de lo que más tarde se identificaría como sida.
Se estableció en Chappaqua (Nueva York) y se casó con la artista Susan Kuo, con la cual tiene tres hijos: Kathryn, Jonathan y Jaclyn. Es miembro del Comité de los 100, una organización de personalidades chino-americanas, además de varios grupos científicos. A pesar de su alto nivel profesional, de su dominio del inglés, su papel como director de una corporación estadounidense y su total integración en la cultura de los EE. UU., Ho aún realiza los cálculos matemáticos en chino.

## Investigaciones
El doctor David Ho ha estado a la vanguardia de la investigación sobre el sida durante 26 años y ha publicado más de 350 investigaciones. Sus elegantes estudios, que comenzaron en 1994, desvelaron la naturaleza dinámica de la replicación del HIV in vivo y revolucionó la forma en que concebimos esta horrenda enfermedad (Nature, 1995; Science, 1996). Estos conocimientos hicieron que el Dr. Ho experimentara una combinación de terapia antirretroviral (N. Engl. J. Med., 1995; Science, 1996), resultando en un control del HIV sin precedentes en los pacientes (Nature, 1997). La mortalidad del sida en las naciones pudientes se ha reducido en seis veces desde 1996 y se está llevando a cabo un titánico esfuerzo internacional para llevar este tratamiento salvador a millones de personas en países en desarrollo. El Dr. Ho ha sido el motor principal de esta revolución médica contra la que quizás sea la peor plaga en la historia de la humanidad.
Ho cambió de técnica de trabajo y en lugar de tratar la enfermedad tardíamente, se propuso hallar una forma de luchar contra ella en las primeras fases. Fue él quien ideó el método para tratar el HIV con "cócteles" de medicamentos, también conocido como Terapia Antirretroviral Altamente Activa (HAART en inglés). Tenía la teoría de que mediante la combinación de potentes medicamentos inhibidores de peptidasa con otros medicamentos contra el HIV se podría llegar a tratar la enfermedad de manera más efectiva y, tras algunos ensayos y errores, su suposición resultó ser acertada.
El equipo de investigación del Dr. Ho se dedica actualmente a desarrollar una vacuna que detenga la extensión de la pandemia de VIH/sida. Además, el Dr. Ho se encuentra a la cabeza de un consorcio de organizaciones chinas y americanas para ayudar a combatir la epidemia del HIV/SIDA en China.

## Méritos y distinciones
El Dr. David Ho ha recibido numerosas distinciones y premios por sus logros científicos. Tiene diez doctorados honoris causa (entre ellos los de Swarthmore, Tufts, Columbia, Tulane, la Universidad de Natal y la Universidad de Tsinghua). Ha sido elegido como conferenciante inaugurador en Caltech (MIT) y la Escuela de Salud Pública de Harvard. Otras distinciones incluyen el Premio Ernst Jung de medicina, el premio Mayor a la Excelencia en la Ciencia y la Tecnología, el premio Squibb y el premio Hoecst Marion Roussel. También obtuvo una Medalla Presidencial en el 2001.
El Dr. Ho es profesor honorario en el Union Medical College de Pekín, en la Academia China de las Ciencias Médicas, la Academia China de las Ciencias, la Universidad de Hong Kong, la Universidad de Wuhan y la Universidad de Fudan. Fue miembro del Board of Overseers de la Universidad de Harvard y del Board of Trustees del Instituto de Tecnología de California. También es miembro de la Corporación del MIT.
El Dr. Ho fue Persona del año 1996 de la revista Time. Esta revista más tarde apuntó que la selección había sorprendido tanto a Ho como a los lectores, incluso hubo un lector que dijo: "¿el doctor David Quién?" ("Dr. David Who?", en inglés Ho y Who tienen una pronunciación parecida). La revista reconoció en 1996 que "Ho no es, ciertamente, un nombre cotidiano. Pero algunas personas hacen titulares y otras hacen historia". Incluso se llegó a mencionar el nombre de Ho brevemente cuando se consideró a Alexander Fleming la Persona del Siglo en 1999, ya que Fleming podría considerarse como un representante de otros científicos que incluyen al Dr. Ho, pero al final el título se lo llevó Albert Einstein.
El Dr. Ho ha sido elegido miembro de la Academia Estadounidense de las Artes y las Ciencias, la Academia Sínica y el Instituto de Medicina de la Academia Nacional. Actualmente es el director científico y director ejecutivo del Centro de Investigación sobre el sida Aaron Diamond y profesor Irene Diamond en la Universidad Rockefeller de Nueva York.
El 12 de junio del 2006 el Gobernador de California Arnold Schwarzenegger y la primera dama Maria Shriver añadieron al Dr. Ho al California Hall of Fame situado en el Museo de la Historia, las Mujeres y las Artes de California.

## Citas
- "Este es un problema para el mundo y, por lo tanto, lo vamos a solucionar".

- "Comencé con cierto interés en esta rareza médica sin darme cuenta de que iba a convertirse en un enorme problema de salud para la humanidad. Sin embargo, el aspecto científico era sumamente interesante por el hecho de que aquí observábamos algo que era transmisible, capaz de destrozar el sistema inmune. Se trataba de algo nuevo y, de una u otra manera, la ciencia que subyace en ello arrojaría luz sobre los virus y sobre el sistema inmunitario. Así que ya desde el primer día me puse como un loco a estudiar la epidemia".